# Gastorpagölen
Gastorpagölen är en sjö i Eksjö kommun i Småland och ingår i Emåns huvudavrinningsområde. Sjön har en area på 0,0789 kvadratkilometer och ligger 197 meter över havet.

## Delavrinningsområde
Gastorpagölen ingår i det delavrinningsområde (637787-145791) som SMHI kallar för Inloppet i Klintedammen. Avrinningsområdets medelhöjd är 207 meter över havet och ytan är 17,73 kvadratkilometer. Räknas de 46 delavrinningsområdena uppströms in blir den ackumulerade arean 640,46 kvadratkilometer. Delavrinningsområdets utflöde Emån mynnar i havet. Delavrinningsområdet består mestadels av skog (60 procent) och jordbruk (23 procent). Avrinningsområdet har 0,08 kvadratkilometer vattenytor vilket ger det en sjöprocent på 0,5 procent.